# Real Cittadella

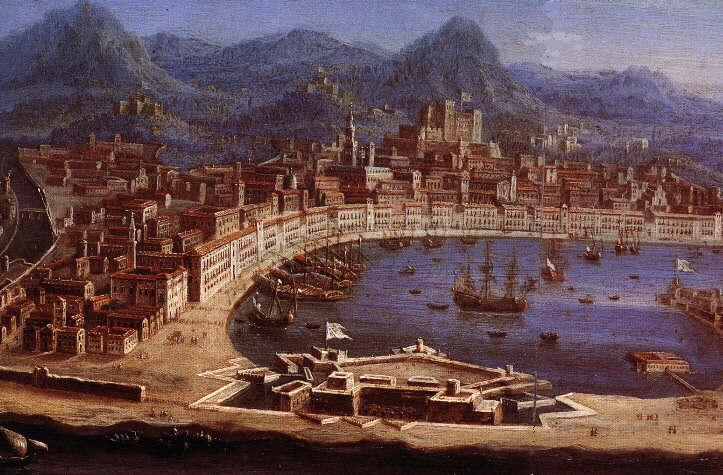
La città di Messina nel XVIII secolo, in primo piano la Real Cittadella

La Real Cittadella, o Cittadella di Messina, è una fortezza del XVII secolo costruita principalmente per il controllo della città dopo la sanguinosa rivolta del 1674.
La struttura pentagonale è oggi proprietà della Regione Siciliana, come bene vincolato dalla Soprintendenza, su demanio marittimo gestito dall’Autorità Portuale di Messina.

## Storia
Sorge sulla stretta Penisola di San Raineri dalla caratteristica forma a falce che chiude il porto naturale di Messina, proteggendolo verso il mare aperto. La fortezza non fu realizzata tuttavia solo per motivi difensivi. 

### Costruzione

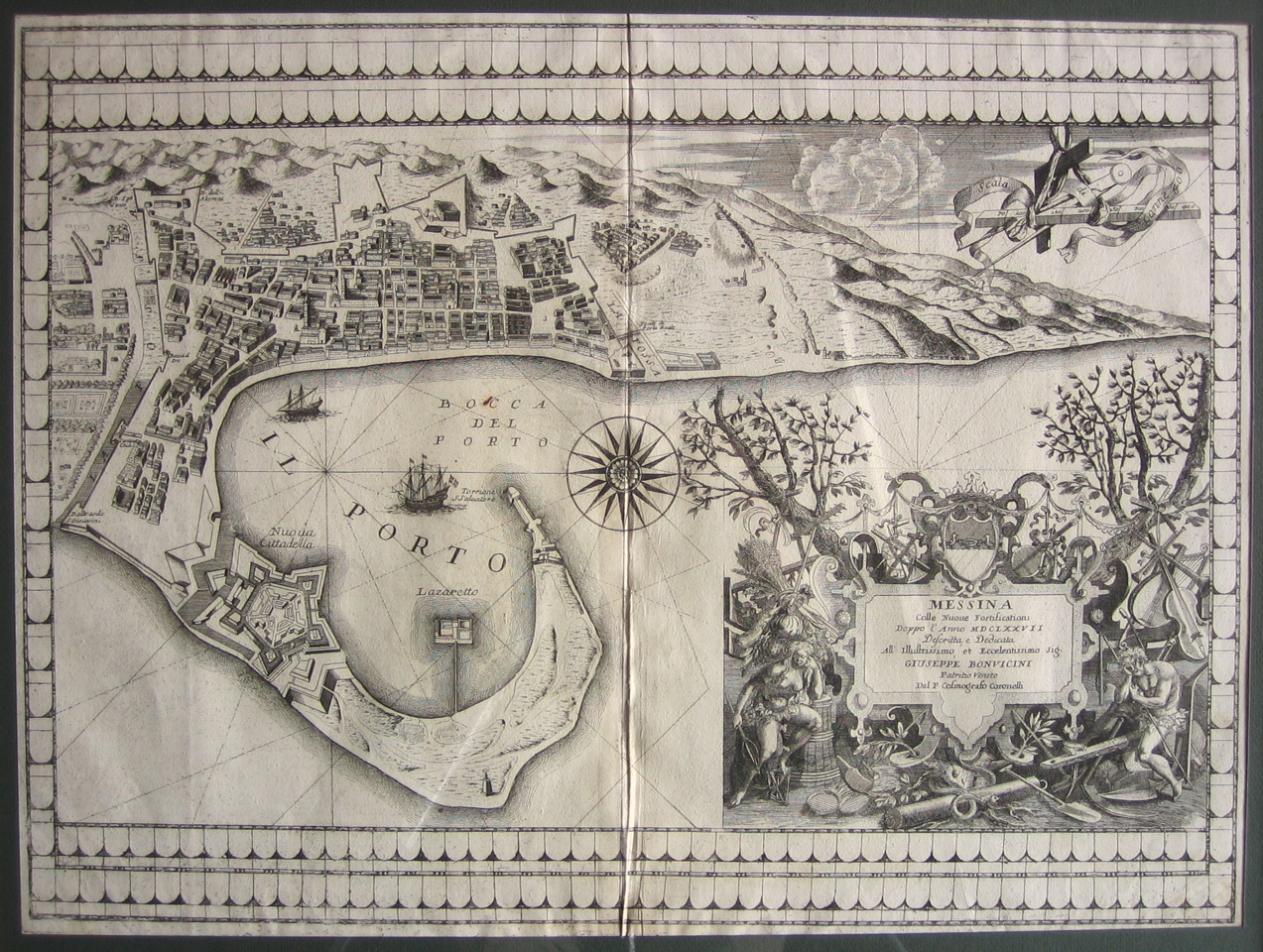
Pianta del 1690 del porto di Messina

Infatti fu costruita dagli spagnoli dal 1680 al 1686, dopo la sanguinosa rivolta del 1674-1678. Pertanto la cittadella doveva controllare la città con le proprie artiglierie ed alloggiare una forte guarnigione in una posizione facilmente difendibile.
Il progetto fu affidato all'ingegnere regio Carlos de Grunenbergh, esperto di fortificazioni, che lavorò in Sicilia per circa un ventennio verso la fine del XVII secolo.
La fortezza, che interrompeva completamente la piccola penisola, si affacciava sia verso il mare aperto che verso il porto ed era inoltre isolata con un fossato verso l'entroterra, mentre la punta della penisola era presidiata dal cinquecentesco Forte del Santissimo Salvatore.
La fortezza fu coinvolta in episodi bellici ed attacchi durante i secoli successivi, ma non fu mai espugnata, arrendendosi solo dopo lunghi assedi per mancanza di rifornimenti.

### I fatti del 1848
Nel corso della rivoluzione siciliana del 1848 le truppe della Real Cittadella non si arresero agli insorti, sorreggendo da gennaio l'assedio.  Il 3 settembre le truppe del Real Esercito borbonico, comandate dal generale Carlo Filangieri fecero sbarcare nei pressi della città il Reggimento "Real Marina" (truppe anfibie) che, in seguito a duri combattimenti, creò una testa di ponte che rese possibile lo sbarco degli altri contingenti terrestri. Il 7 settembre 1848, dopo un lungo bombardamento della città da mare e dalla fortezza durato 5 giorni, la città fu occupata.

### L'assedio garibaldino e piemontese
Durante la spedizione dei Mille del 1860, le truppe borboniche a difesa della Real Cittadella di Messina affacciata sul porto, con una guarnigione borbonica di circa 4.000 soldati, restarono l'ultimo baluardo in Sicilia del Regno borbonico dopo che i garibaldini il 27 luglio avevano occupato la città. I borbonici al comando del generale Gennaro Fergola , non tenteranno alcuna sortita bellica.
Dopo la resa il 13 febbraio successivo di Gaeta, ove il sovrano borbonico si era rifugiato, si arresero il 12 marzo 1861 alle truppe dell'esercito piemontese del generale Enrico Cialdini.

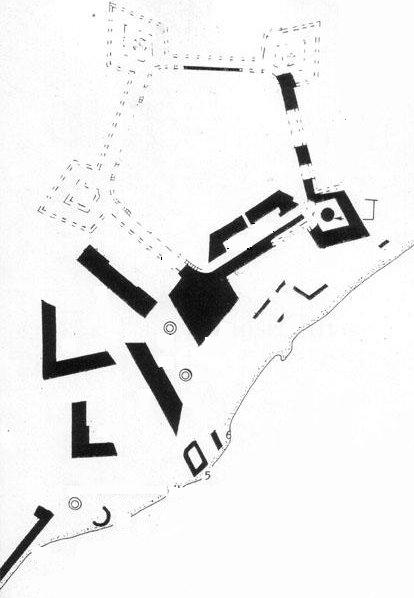
In nero le parti superstiti della Cittadella

### Dopo l'unificazione
A partire dall'unificazione è stata pesantemente danneggiata da lavori portuali ed alcune cortine e bastioni sul lato interno sono stati demoliti. Subì altri danni durante il terremoto del 1908 che distrusse Messina.
La porta monumentale detta Porta Grazia, dall'esuberante decorazione lapidea opera di Domenico Biondo, fu smontata nel 1961 e rimontata in Piazza Casa Pia dei Poveri.
Oggi la fortezza versa in stato di abbandono; sopravvivono, in parte interrati, due bastioni (i baluardi Santo Stefano e San Diego) ed alcune altre opere.

## Architettura
L'imponente struttura difensiva presenta una forma stellare (pentagonale), con cinque bastioni angolari, tipica dell'evoluzione seicentesca della fortificazione alla moderna. 
La struttura difensiva era poi completata da rivellini ed altre numerose opere esterne.